# Katastrofa drogowa w Chibombo
Katastrofa drogowa w Chibombo wydarzyła się 7 lutego 2013 roku w mieście Chibombo w Zambii. W wyniku zderzenia autobusu z ciężarówką śmierć poniosło 51 osób, a 28 zostało rannych.
We wczesnych godzinach rannych autobus należący do przedsiębiorstwa Zambia Postal Services wyruszył z miasta Ndola do stolicy kraju Lusaki. Pojazd jechał trasą Great North Road – dwupasmową szosą o dużym natężeniu ruchu. Do katastrofy doszło podczas wyprzedzania autobusu przez kierowcę Toyoty Land Cruiser. Kierowca Toyoty nie zdążył zakończyć manewru wyprzedzania, w efekcie pojazd zderzył się z jadącą z naprzeciwka ciężarówką. Kierujący ciężarówką, usiłując uniknąć zderzenia z Toyotą zjechał na pas ruchu, po którym poruszał się autobus i doszło do czołowego zderzenia obu pojazdów.
W wyniku zderzenia, śmierć poniosło 51 osób, głównie pasażerów autobusu. Kierowca Toyoty, 74-letni Abraham Van Eeden, który przeżył katastrofę został aresztowany i postawiono mu 51 zarzutów spowodowania śmierci wskutek niebezpiecznej jazdy samochodem.
Prezydent Zambii, Michael Sata ogłosił w całym kraju trzydniową żałobę narodową w dniach 11–13 lutego, w celu upamiętnienia ofiar katastrofy.